# Derry Murkin
Derry John Murkin (geboren am 27. Juli 1999 in Colchester) ist ein englischer Fußballspieler, der vorwiegend auf der linken Außenbahn eingesetzt wird. Seit der Saison 2025/26 spielt er für den FC Utrecht.

## Karriere
Derry Murkin wurde in Colchester, England geboren. Im Alter von vier Jahren zog er mit seiner Familie aus familiären Gründen in die Niederlande, weshalb Murkins fußballerische Karriere in den Niederlanden begann.
Er begann das Fußballspielen beim ZVV Zaandijk, weitere Stationen in seiner Jugend waren der KFC Koog aan de Zaan, VPV Purmersteijn und Fortuna Wormerveer, bevor er in die Jugendmannschaften des FC Volendam (Jong FC Volendam) wechselte. Während der Saison 2018/19 wurde er ins Profiteam berufen, für das er am 18. Januar 2019 im Spiel gegen den FC Eindhoven erstmals im Spieltagskader stand. Sein Pflichtspieldebüt im Profifußball gab er am 19. April 2019 im Spiel gegen die NEC Nijmegen.
Mit der Saison 2019/20 gehörte Murkin zum Profiteam des FC Volendam, und ab der Saison 2020/21 setzte er sich als Stammspieler in der linken Verteidigung durch. Er spielte insgesamt 30 Ligaspiele und erzielte dabei sechs Tore. In der darauffolgenden Saison 2021/22 verletzte Murkin sich schwer am Fuß und verpasste nahezu die gesamte Saison, sodass er in nur zwei Ligaspielen zum Einsatz kam. 2022/23 gab Murkin sein Comeback und etablierte sich bei Volendam in der Eredivisie als linker Verteidiger und linker Mittelfeldspieler, sodass Murkin auf 32 Einsätze in der ersten niederländischen Liga kam (5 Torvorlagen, kein Tor). Insgesamt gelangen Murkin somit in 97 Spielen neun Tore und 23 Vorlagen in Profiligaspielen für Volendam.
Zur Saison 2023/24 wechselte Murkin nach Deutschland zum FC Schalke 04 in die zweite Fußball-Bundesliga und unterschrieb einen Vertrag bis Ende der Saison 2025/26. Sein Debüt für Schalke gab er am 2. September 2023 im Spiel gegen Wehen Wiesbaden, in dem Murkin gleich eine Torvorlage gelang. In seinem ersten Heimspiel für Schalke (am 16. September 2023 gegen den 1. FC Magdeburg) erzielte Murkin sein erstes Tor für seinen neuen Club.
Im Sommer 2025 wechselte er zum FC Utrecht und unterschrieb dort einen Vertrag bis 2029.